# Lao Silesu
Lao Silesu (* 5. Juli 1883 in Samassi, Sardinien; † 9. August 1953 in Paris; eigentlich Stanislao Silesu, auch bekannt als Leo Silesu) war ein italienischer Komponist von U- und E-Musik.

## Leben
Lao Silesu entstammt einer alten Künstlerfamilie Sardiniens. Sein Vater, wie fast alle seiner Vorfahren, war Domorganist in Iglesias, einer kleinen Stadt im Südwesten der Insel, welche von jeher eine lebhafte Kulturtradition vorweisen kann. Lao Silesu erhielt die erste musikalische Ausbildung durch seinen Vater, der das Talent des später oft als „Wunderkind“ bezeichneten Sohns früh erkannt und gefördert hat.
Mit zehn Jahren begann Silesu zu komponieren und sich in ersten Konzerten als Pianist zu profilieren, um dann wenige Jahre später den Vater an der Orgel mit Improvisationen barocker Kirchenmusik zu vertreten. Silesu vervollständigte seine Ausbildung am Mailänder Konservatorium und begab sich danach in die französische Hauptstadt, wo er sein Studium unter der Anleitung von Vincent d’Indy vollendete. Paris sollte dann schnell seine zweite Heimat werden, wenngleich Silesu trotz allem eine innige Beziehung zu Sardinien bewahrte. Aus seinen Pariser Jahren stammen seine reifsten und wichtigsten Werke, oft von der sardischen Volksmusik inspirierte Kompositionen, wie die Sardische Rhapsodie und Astore, eine an einer Novelle der sardischen Nobelpreisträgerin Grazia Deledda inspirierte und als „sardische Cavalleria rusticana“ bezeichnete Oper.
Eine enge Freundschaft und regelmäßige briefliche Kontakte verbanden Silesu mit Giacomo Puccini, der den Sarden mehrfach zu seinen Erfolgen beglückwünschte.
Silesu beweist eine hervorragende Kenntnis des Tonsatzes und besticht in vielen Werken durch einen durchaus eigenen Stil.

## Werke
Die umfangreiche Werkliste von Lao Silesu enthält sowohl klassische, als auch ausgesprochen populäre Werke: Serenaden, Lieder, Operetten, musikalische Komödien, aber auch eine Reihe von Konzertwalzern, Nocturnes, Sonaten, Praeludien und anderen Klavierwerken, sowie Orchesterwerke, Trios, mehrere Opern und ein monumentales Carmen saeculare für vier Solostimmen, großen Chor und Orchester.
Lao Silesu begeisterte die Zuhörer in den Konzertsälen und Theatern mit seinen Kompositionen und trat selbst oft als Pianist auf. Künstler wie Puccini, Ravel, de Falla, Debussy und Massenet kannten und schätzten den Sarden und seine Werke. Enrico Caruso nahm einige seiner schönsten Lieder auf den gerade neu entwickelten Schellackplatten auf und auch noch heute singen Künstler von internationalem Rang gern Stücke von Lao Silesu, dessen Kompositionen schon in der sogenannten Belle Epoque zu vielgespielten Musikstücken gehörten. Auch Benny Goodman und Frank Sinatra nahmen Silesus Stücke in ihr Repertoire auf. Sein Un peu d’amour wurde ein Welterfolg, der bis heute bekannt blieb, ohne notwendigerweise mit dem Namen seines Schöpfers verbunden zu werden.
Lao Silesu folgt in fast allen seinen Kompositionen der Linie des zur Jahrhundertwende angewandten Stils französischer Schule, blieb aber prinzipiell den Strukturen der Spätromantiker verbunden. Inmitten der Stilkämpfe des ausgehenden 19. Jahrhunderts stand er somit an der Seite von Rachmaninow, Respighi, Casella oder de Falla, unbeeinflusst von progressiveren Strömungen seiner Zeit, wie sie beispielsweise Arnold Schönberg und seine Schüler vertraten.
„König der Melodie“ nannte ihn Edward VIII. von England wegen der außergewöhnlichen Fähigkeit seiner Musik, das europäische Publikum in Begeisterung zu versetzen.

## Diskographie
- Piano Works. Roberto Piana, pianoforte. Editoriale Documenta (2009)
- Symphonic Works. Roberto Piana, pianoforte - Alberto Peyretti, direttore. Inedita Edizioni (2003)
- Opere per pianoforte. Roberto Piana, pianoforte. Piana Editore (1999)
- Rapsodia Sarda und andere sinfonische Werke, Editions Européennes (1989)
- Konzert für Klavier und Orchester. Editions Européennes (1988)
- A Little Love, A Little Kiss. John McCormack. The Acoustic Victor and HMV Recordings (1912–14)